# 曼薩尼約 (古巴)
曼薩尼約（西班牙語：Manzanillo）是古巴的城市，属格拉瑪省，始於1840年1月6日，海拔高度25米，是古巴第14大城，且在古巴的非省会城市中是人口最多的。

## 地理
曼萨尼约是古巴东部省份格拉玛省的一个海港城市，临近瓜卡纳亚沃湾，在考托河三角洲附近。

## 历史
曼萨尼约的移民历史可以追溯到1784年。它曾在美西战争期间四次成为战场。
1792年，法国人洗劫了当地移民，次年该地建立了一座堡垒保护居民。
1827年，港口对国内外的经商者开放。
1833年，成立市政厅；1837年，由于其不像圣地亚哥一样宣布遵从西班牙宪法，王室授予其Fiel的称号。

## 经济
主要農產品有咖啡、稻米、水果、煙草、甘蔗及其他农作物，也有蜂蜜和家牛。
工业有锯木厂、鱼罐头工厂、糖蜜厂，还有一些雪茄和皮革制品厂。
市辖区内有锌和铜储备。

## 人口
2004年，曼萨尼约人口为130,789。现在的城市面积500 km2（190 sq mi），人口密度261.5/km2（677/sq mi）。

## 文化
格拉玛大学医学系位于曼萨尼约。